# Juan María Mathet
Juan María Mathet (General Alvear, 10 de abril de 1911-desconocido) fue un escribano y hacendado argentino. Fue presidente de la Sociedad Rural Argentina por dos períodos (1954-1955 y 1956-1960). Durante la dictadura de la «Revolución Libertadora», fue ministro de Gobierno y gobernador interino de facto de la provincia de Buenos Aires.

## Biografía
Nació en General Alvear (provincia de Buenos Aires) en 1911 y se recibió de escribano en la Universidad de Buenos Aires en 1934.
Se dedicó a la ganadería, administrando estancias y empresas del rubro. Fue delegado al consejo directivo de la Confederación de Asociaciones Rurales de Buenos Aires y La Pampa desde 1949 hasta 1954, ocupando el cargo de secretario e integrando diversas comisiones en los años 1950. Entre 1954 y 1955 fue presidente de la Sociedad Rural Argentina (SRA), siendo sucedido por Juan José Blaquier. Regresó al cargo de titular de la SRA en 1956, desempeñándose hasta 1960.
Entre 1955 y 1956 fue ministro de Gobierno de la provincia de Buenos Aires, durante la dictadura autodenominada «Revolución Libertadora», con los gobernadores de facto Arturo Ossorio Arana y Emilio A. Bonnecarrére. Entre el 9 y el 14 de noviembre de 1955 quedó interinamente a cargo del gobierno de la Provincia de Buenos Aires como delegado, tras la renuncia de Ossorio Arana. En su breve gestión, emitió un decreto para rever la situación de las casas adjudicadas por la Ley General de Viviendas y creó una comisión para proponer modificaciones al régimen tributario provincial.